# La Dêê
La Dêê là một xã biên giới thuộc thành phố Đà Nẵng, Việt Nam.
Xã La Dêê có diện tích 184,66 km², dân số năm 2019 là 1.440 người, mật độ dân số đạt 8 người/km².